# Кройцталь
Кройцталь (нім. Kreuztal) — місто в Німеччині, знаходиться в землі Північний Рейн-Вестфалія. Підпорядковується адміністративному округу Арнсберг. Входить до складу району Зіген-Віттгенштайн.
Площа — 70,97 км2. Населення становить 30 965 ос. (станом на 31 грудня 2020).

## Економіка
У місті розташовані виробничі потужності однієї з найбільших приватних броварень країни Krombacher, виробник однойменного пива, другого за обсягами продажів у Німеччині та широко відомого за межами Німеччини. Броварня та її продукція названі на честь одного з районів міста — Кромбаха.

## Галерея

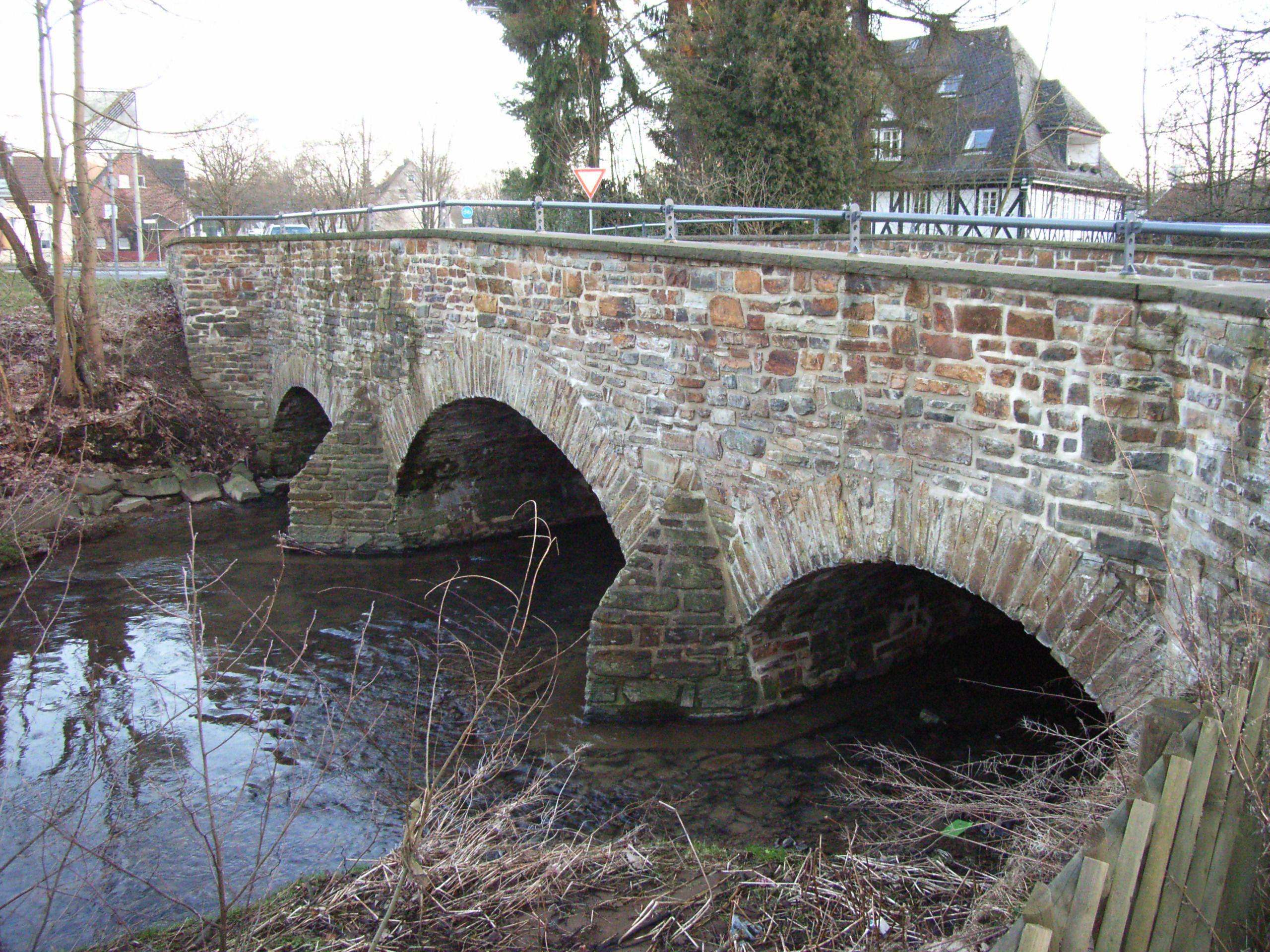
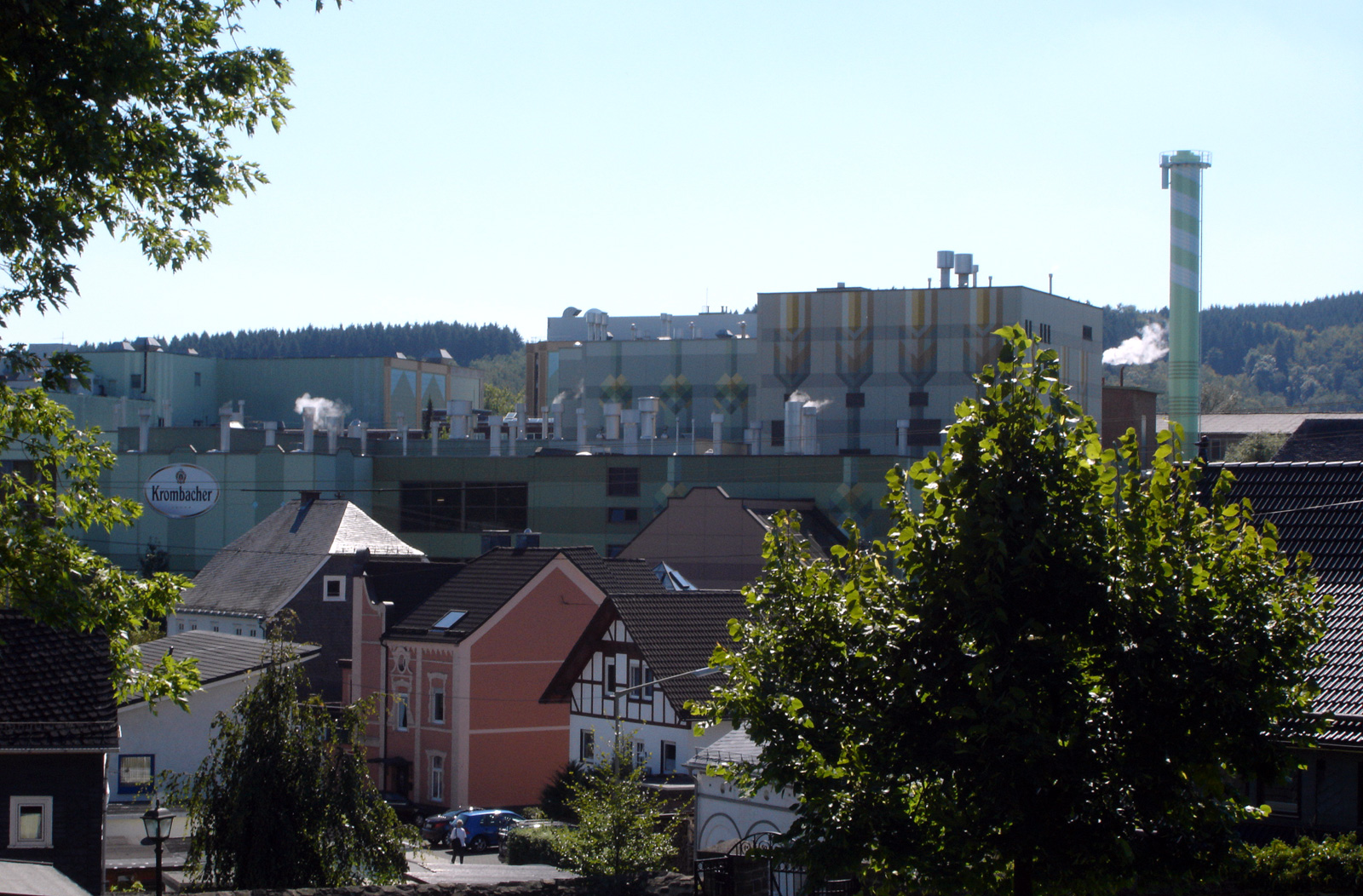
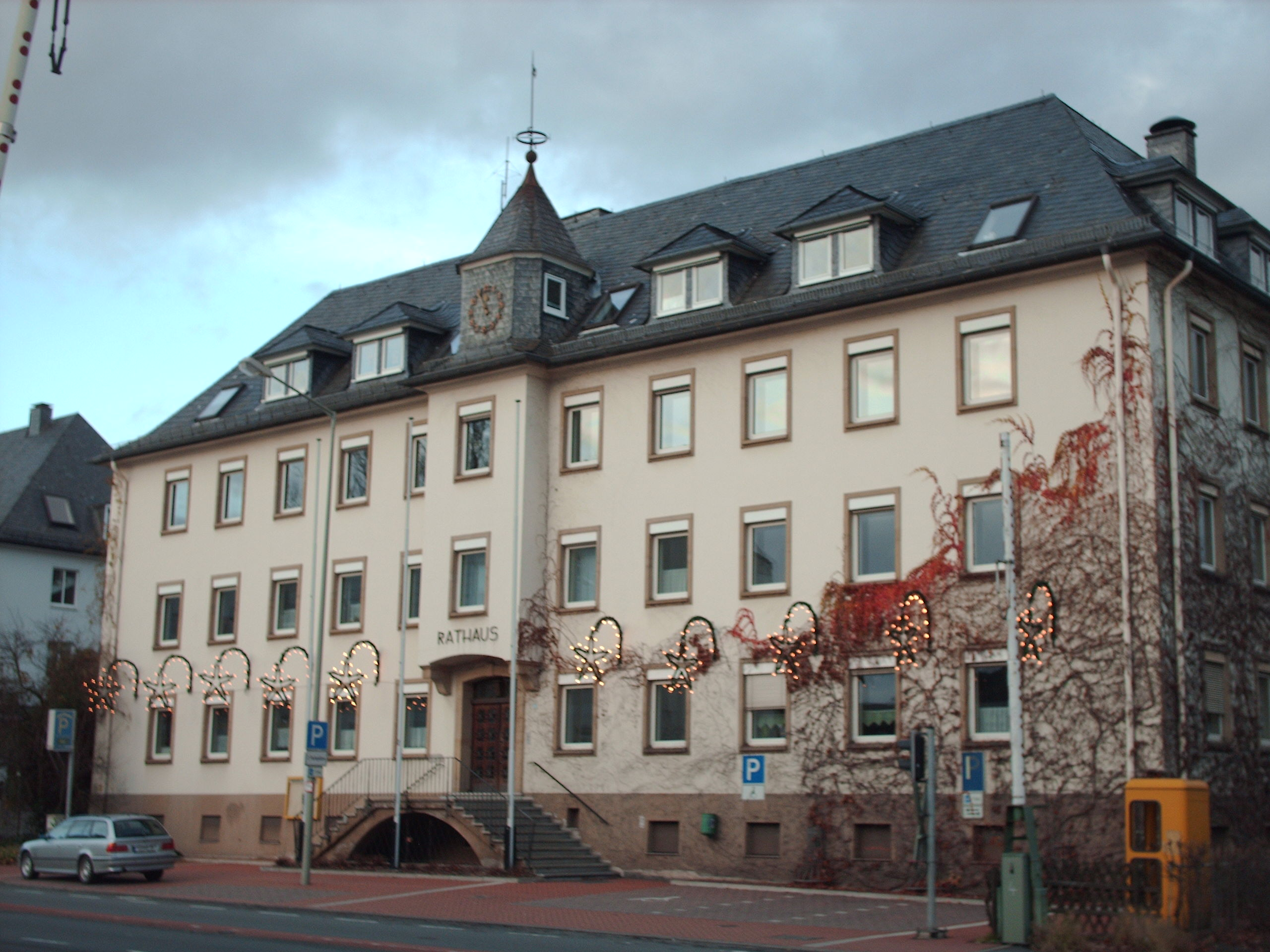
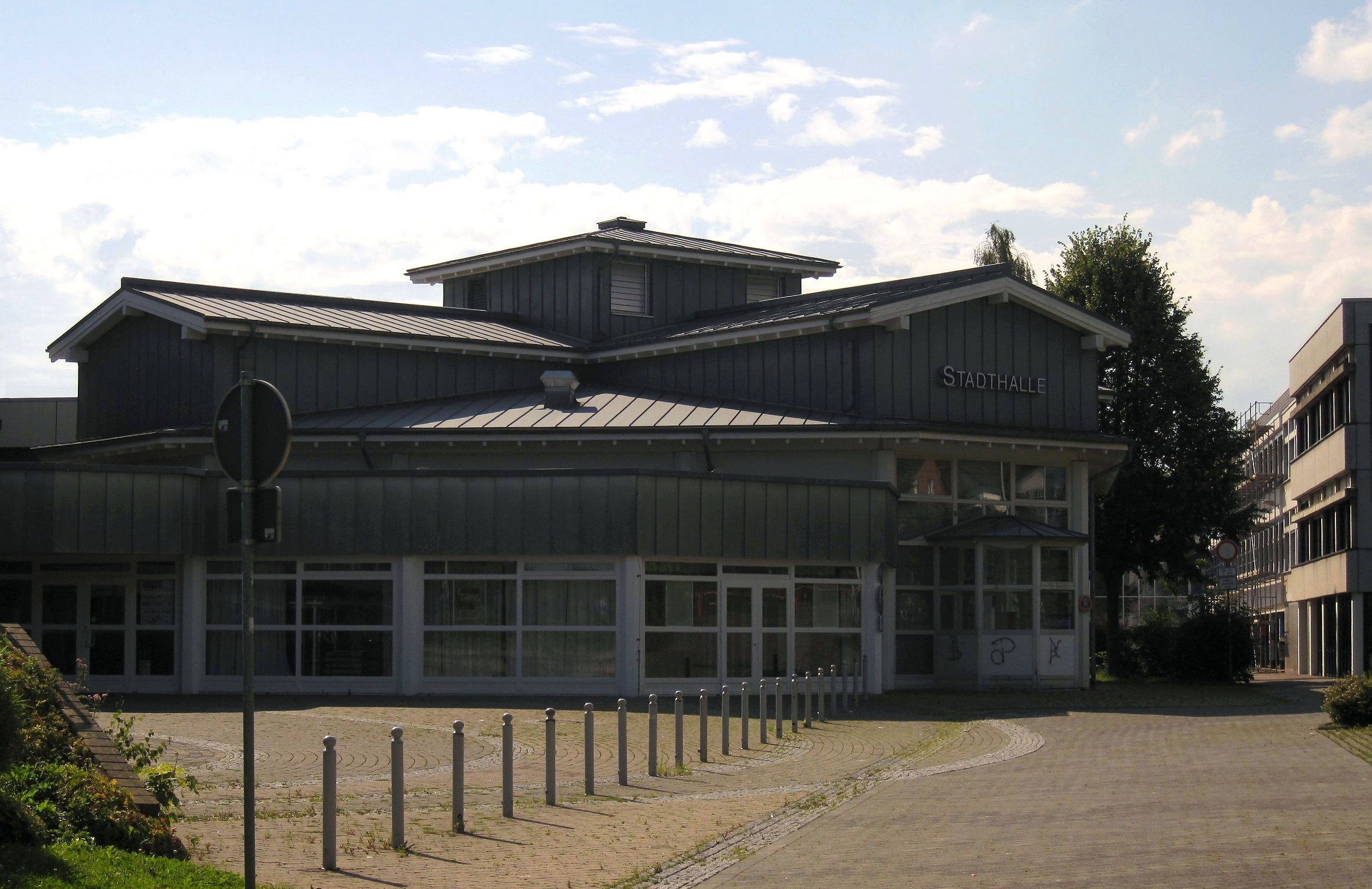
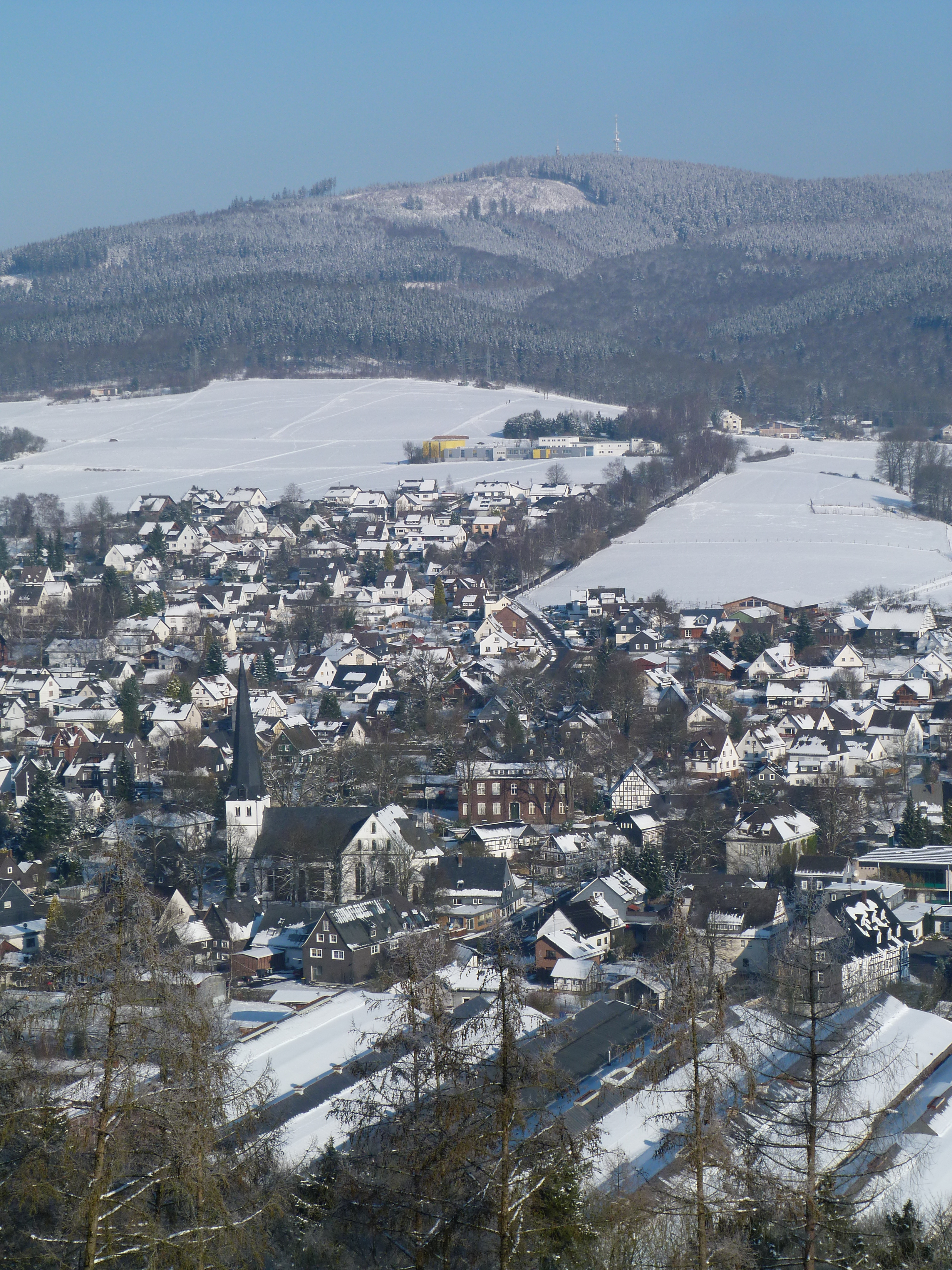
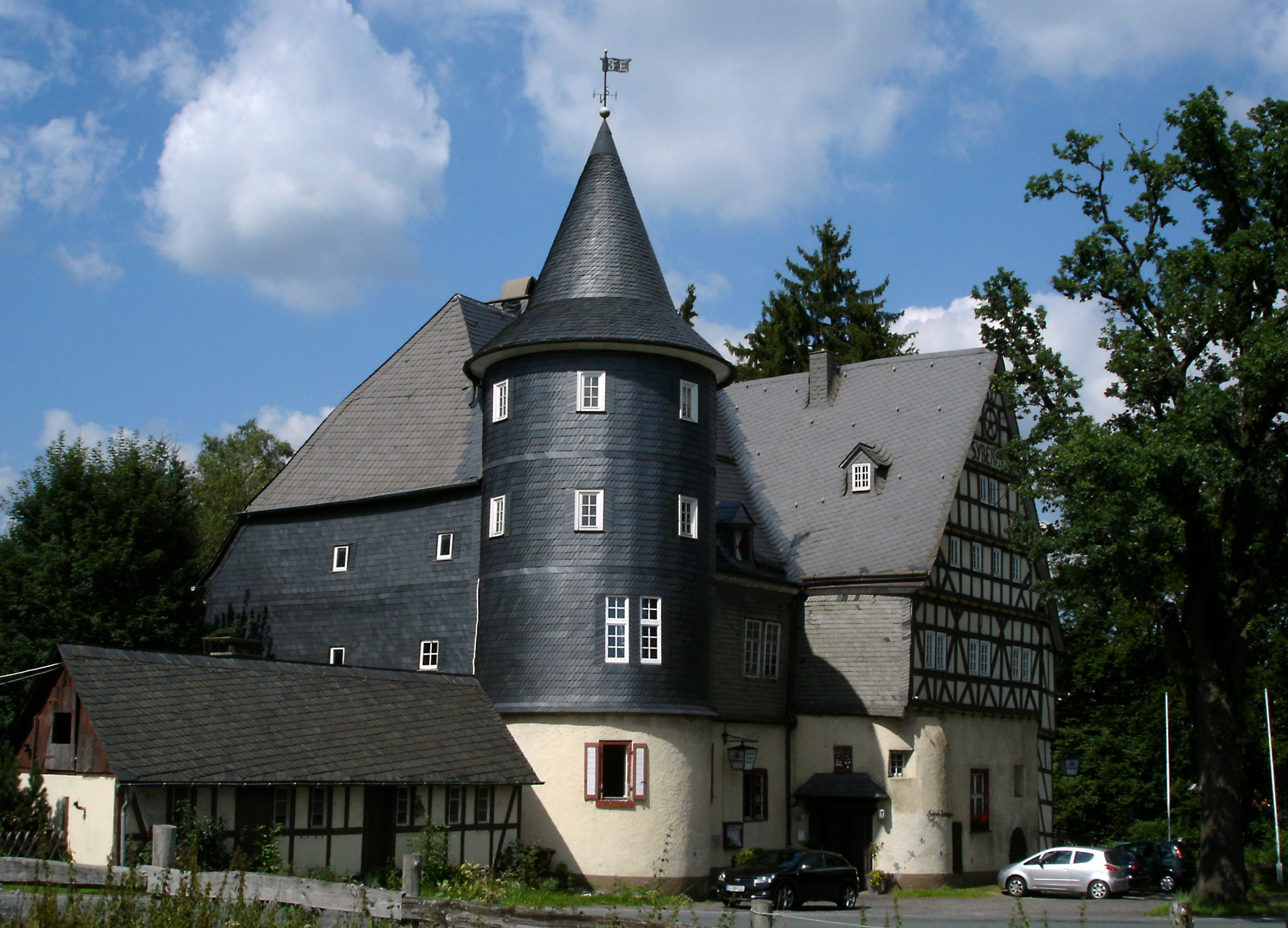